# La Nivelle (estuaire, barthes et cours d'eau)
La Nivelle (estuaire, barthes et cours d'eau) este o arie protejată (sit de importanță comunitară — SCI) din Franța întinsă pe o suprafață de 1.450 ha, din care 14 % marine.

## Localizare
Centrul sitului La Nivelle (estuaire, barthes et cours d'eau) este situat la coordonatele 43°22′15″N 1°38′30″W / 43.37083°N 1.64167°V.

## Înființare
Situl La Nivelle (estuaire, barthes et cours d'eau) a fost declarat arie specială de conservare în baza directivei 92/43 din 1992 referitoare la conservarea habitatelor naturale și a faunei și florei sălbatice pentru a proteja 1 specie de plante și 11 specii de animale.

## Biodiversitate
Situată în ecoregiunea atlantică, aria protejată conține 7 habitate naturale: Bancuri de nisip acoperite în permanență slab de apă marină, Terase mlăștinoase și terase nisipoase neacoperite de apă la reflux, Lagune de coastă, Salicornia și alte specii anuale care populează regiunile mlăștinoase și nisipoase, Liziere de ierburi înalte hidrofile de câmpie și de nivel montan până la alpin, Păduri aluvionare cu Alnus glutinosa și Fraxinus excelsior (Alno-Padion, Alnion incanae, Salicion albae), Estuare.
La baza desemnării sitului se află mai multe specii protejate:
- plante (1): Angelica heterocarpa
- mamifere (2): Galemys pyrenaicus, nurcă (Mustela lutreola)
- nevertebrate (2): Austropotamobius pallipes, Margaritifera margaritifera
- pești (6): Alosa alosa, Lampetra fluviatilis, cicar (Lampetra planeri), Parachondrostoma toxostoma, Petromyzon marinus, somonul (Salmo salar)
- reptile (1): țestoasa de baltă (Emys orbicularis)